# Dällikon
Dällikon ist eine politische Gemeinde im Furttal des Bezirks Dielsdorf im Unterland des Kantons Zürich in der Schweiz. Sein Mundartname ist Tälike.

## Wappen
Blasonierung:
In Rot ein pfahlweise gestelltes silbernes Winkelmass, den kürzeren Schenkel nach links gerichtet

## Geographie
Dällikon liegt im Furttal, nördlich der Stadt Zürich, südlich der Lägern, östlich von Baden und westlich des Flughafens Zürich-Kloten. Die Fläche von 449 ha besteht zu 41,2 % aus Landwirtschaftszone und zu 32,7 % aus Wald. 20,3 % sind Siedlungs- und 4,9 % Verkehrsfläche. 0,2 % sind Gewässer und 0,7 % unproduktive Fläche (Stand 2018).

## Bevölkerung
| Jahr | Einwohner |
| ---- | --------- |
| 1634 | 193       |
| 1836 | 360       |
| 1850 | 364       |
| 1900 | 340       |
| 1950 | 377       |
| 1960 | 410       |
| 1970 | 1316      |
| 1980 | 2368      |
| 1990 | 2567      |
| 2000 | 3228      |
| 2005 | 3419      |
| 2010 | 3605      |
| 2015 | 3950      |
| 2020 | 4269      |
| 2022 | 4268      |

## Politik
Seit 2010 ist René Bitterli Gemeindepräsident (FDP, Stand Dezember 2023).
Bei der Nationalratswahl 2019 erreichten die Parteien folgende Wähleranteile: SVP 46,94 %, glp 12,36 %, SP 10,68 %, FDP 9,86 %, Grüne 8,39 %, CVP 5,32 %, EVP 2,40 %, EDU 1,60 %, BDP 0,93 % und andere (8) 1,51 %.
Die Wähleranteile bei der Nationalratswahl 2023: SVP 49,08 % (+2,15 %), FDP 11,29 % (+1,43 %), SP 10,53 % (−0,15 %), Die Mitte 8,59 % (+2,33 %), Grüne 6,25 % (−2,14 %), glp 6,24 % (−6,12 %), EVP 2,08 % (−0,32 %), EDU 1,42 % (−0,18 %), Mass-Voll! 1,32 %, Aufrecht Zürich 0,95 %, andere (10) 2,25 %.

## Wirtschaft

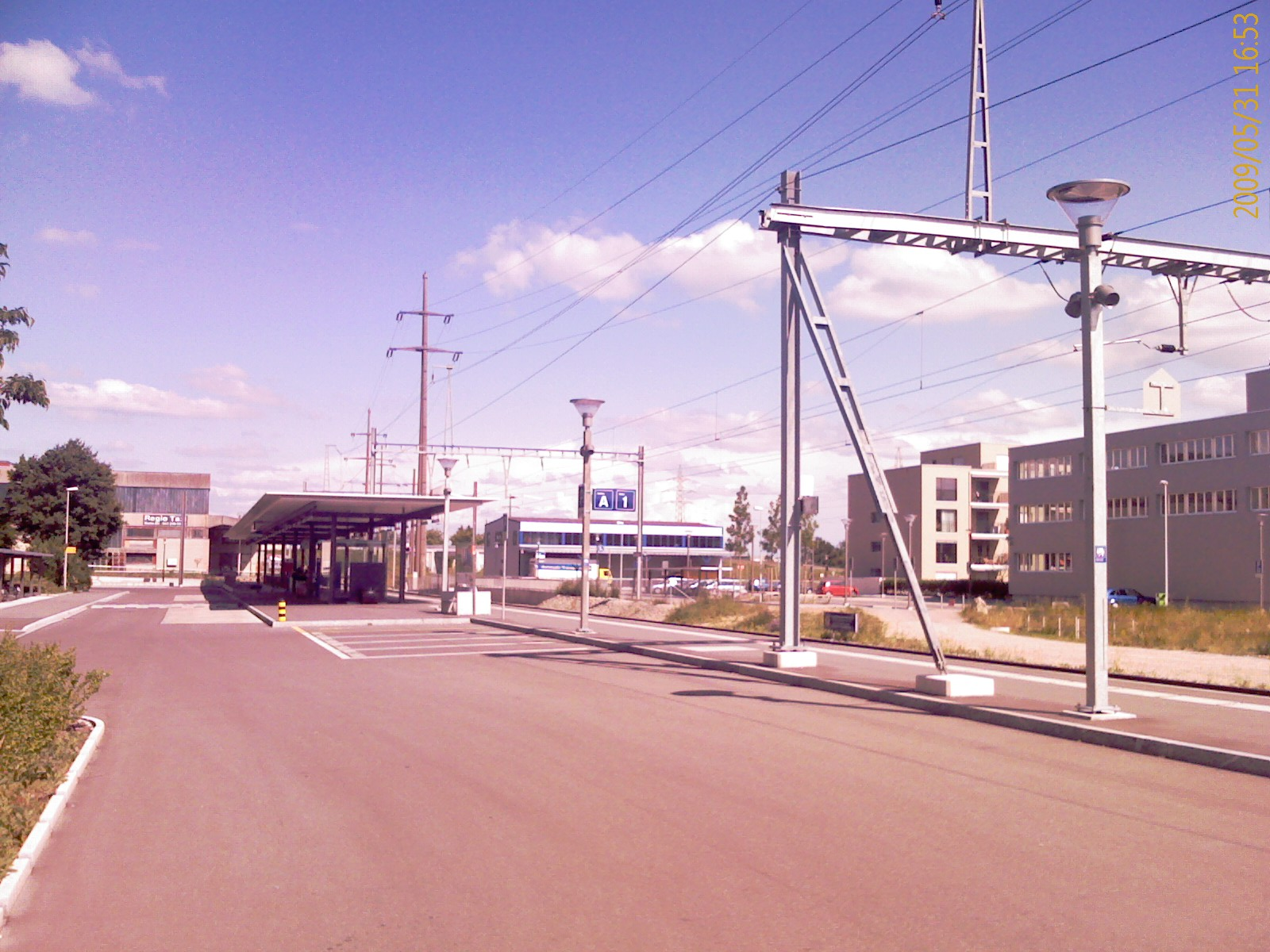
Bahnhof Buchs-Dällikon

### Arbeit und Unternehmen
Etwa 130 Dienstleistungsunternehmen und 66 Industriebetriebe beschäftigen 2'000 Personen.

### Verkehr
Dällikon ist über der S-Bahn-Linie S6 nach Baden und Zürich gut erschlossen. Die Feinverteilung erfolgt durch die Verkehrsbetriebe Glattal. Der nächste Autobahnanschluss an die (A1/A4 Nordumfahrung) befindet sich in der Nachbargemeinde Regensdorf.

## Geschichte

Dällikon, historisches Luftbild von 1923, aufgenommen aus 300 Metern Höhe von Walter Mittelholzer

Der römische Gutshof von Dällikon-Mühlerain/Chneblezen dürfte grösser als die römische Villa im benachbarten Buchs gewesen sein. Archäologische Erkenntnisse von 2002 lassen die Dälliker Anlage in ihrem ganzen Umfang skizzieren, einschliesslich eines bemerkenswerten kultischen Fundensembles.
Der Ortsname wird auf einen Sippenführer namens Tello zurückgeführt, woraus Tellinghovon wurde. Diese älteste erhaltene Nennung des Ortsnamens datiert auf den 8. Februar 870, als ein alemannischer Latifundienbesitzer dem Kloster St. Gallen Ländereien rechts der Limmat sowie im Furttal schenkte.

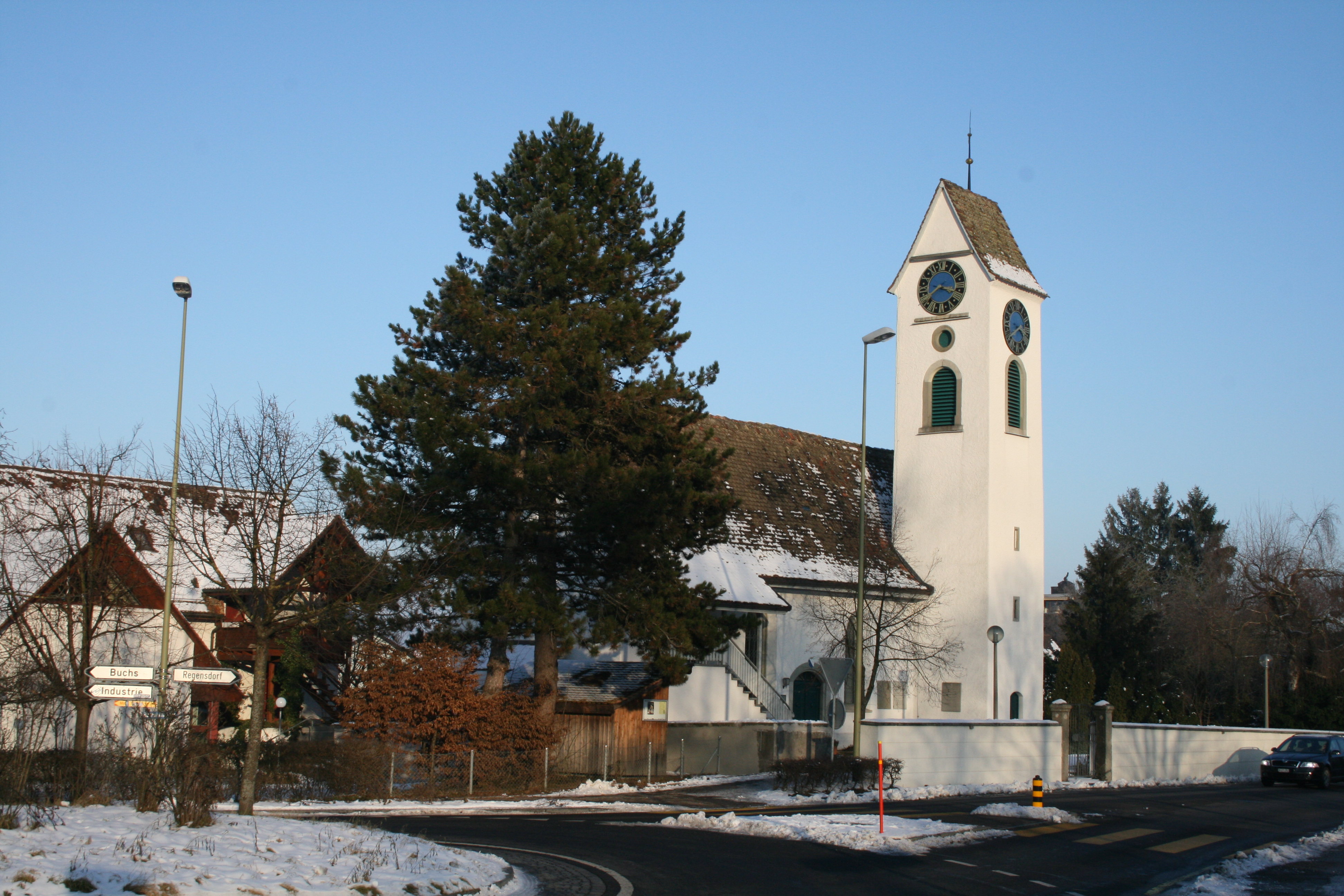
Reformierte Kirche von Dällikon

Grundbesitzer in Dällikon waren mit Ausnahme der Freiherren von Regensberg vor allem geistliche Stiftungen: die Klöster Muri und Fahr, die Abtei Einsiedeln, das Fraumünsterkloster in Zürich, die Propstei zum Grossmünster und das Nonnenkloster zum Oetenbach, ebenfalls in Zürich.
Im Jahre 1468 kaufte die Stadt Zürich die Herrschaft Landenberg-Greifensee, wozu Dällikon mit den Hohen Gerichten damals gehörte. Zürich teilte die Ortschaft der Obervogtei Regensberg zu. Nach dem Einmarsch der Franzosen kam Dällikon 1798 zum Distrikt Regensberg, später wurde es Teil des Bezirks Dielsdorf.
Bis 1843 bildete Dällikon mit dem Nachbardorf Dänikon eine politische Gemeinde. Die gemeinsame Schule wurde 1876 aufgeteilt. Die reformierte Kirchgemeinde Dällikon-Dänikon hat sich hingegen bis in die Gegenwart erhalten.

## Persönlichkeiten
- Theodor Keidel (1902–1988), deutscher Jurist und Fachautor, lebte während des Krieges im Pfarrhaus Dällikon
- Walter Nigg (1903–1988), reformierter Theologe, Pfarrer in Dällikon-Dänikon und Autor
- Max Leemann (1932–2002), Komponist, Dirigent, Trompeter und Musikverleger, Dirigent des Musikvereins Dällikon
- Werner Leimgruber (1934–2025), Schweizer Fussballer, Nationalspieler, Meister und Cupsieger mit dem FC Zürich, wohnte und verstarb in Dällikon
- Wolfram Lorenzen (1952–2020), deutscher Pianist, verstarb in Dällikon
- Roland Meier (* 1967), Profi-Radrennfahrer, wurde in Dällikon geboren
- René Oetterli (* 1977), Chemiker, Dozent, Autor, wohnt in Dällikon